# Rugao
Koordinaten: 32° 15′ N, 120° 35′ O
Die Stadt Rugao (chinesisch 如皋市, Pinyin Rúgāo Shì) ist eine kreisfreie Stadt der bezirksfreien Stadt Nantong in der chinesischen Provinz Jiangsu. Sie hat eine Fläche von 1.492 km² und zählt 1.267.066 Einwohner (Stand: Zensus 2010).
Der Shuihui-Garten (Shuihui yuan 水绘园) aus der Zeit der Qing-Dynastie steht seit 2001 auf der Liste der Denkmäler der Volksrepublik China (5-288).

## Persönlichkeiten
- Xue Juan (* 1986), Speerwerferin